# Leucocoryne ixioides
Leucocoryne ixioides là một loài thực vật có hoa trong họ Amaryllidaceae. Loài này được (Sims) Lindl. mô tả khoa học đầu tiên năm 1830.

## Hình ảnh

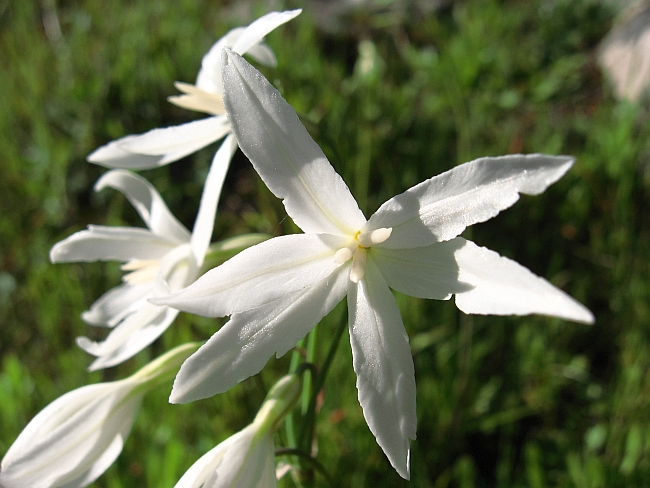